# Sinitta Boonyasak
Sinitta Boonyasak (สินิทธา บุญยศักดิ์), nome completo Daran Boonyasak (ดารัณ บุญยศักดิ์), nota anche con lo pseudonimo di Noon (Bangkok, 5 giugno 1979), è un'attrice thailandese.

## Biografia
È la sorella maggiore di Laila Boonyasak, famosa in patria per la sua attività di modella. Sinitta decise di diventare un'attrice nel 2001 e frequentò un corso di recitazione presso la Prasanmit University a Bangkok. Nel 2003 recita nel film Last Life in the Universe di Pen-Ek Ratanaruang insieme all'attore giapponese Tadanobu Asano; nella pellicola recita, in un piccolo ruolo, anche sua sorella Laila.

## Filmografia parziale
- Last Life in the Universe, regia di Pen-Ek Ratanaruang, 2003
- A Moment in June, regia di O. Nathapon, 2008